# Boney
Boney  è una serie televisiva australiana in 26 episodi trasmessi per la prima volta nel corso di 2 stagioni dal 1972 al 1973.
È una serie del genere poliziesco incentrata sulle vicende di Bonaparte, detto Boney, un detective australiano metà bianco e metà aborigeno. Il personaggio fu creato da Arthur Upfield che lo ritrasse in 29 romanzi dal 1929 fino alla sua morte nel 1964. Il nome del gruppo musicale dei Boney M. è basato sul titolo di questa serie. Nel 1992 fu prodotta un'altra serie televisiva basata sui romanzi di Upfield, Bony, durata solo 13 episodi e trasmessa ancora su Seven Network.

## Trama
Boney è un detective australiano semi-aborigeno che segue gli assassini individuando le tracce che questi lasciano, come ad esempio ramoscelli piegati o formiche schiacciate sulla sabbia. Boney è un personaggio solitario, impaziente con le autorità quando queste sono di intralcio per la risoluzione di un caso, ed esperto scassinatore e si muove con facilità nel caldo e sterrato ambiente dell'Outback, dove solo gli aborigeni possono sopravvivere. Nei libri di Upfield, Boney era stato trovato da bambino nella boscaglia vicino al corpo di sua madre aborigena (uccisa per la sua relazione proibita con un uomo bianco) e poi portato in una stazione di missionari dove gli viene dato il nome di Napoleone Bonaparte e dove cresce fino a diventare un detective specializzato in casi di omicidio.
Mentre alcuni episodi si svolgono in città, l'atmosfera unica di Boney è caratterizzata proprio dall'ambiente dell'Outback, in paesaggi bruciati dal sole cocente dove la persona bianca è un intruso, e in cui Boney ha bisogno di tutte le sue capacità ereditate dalla sua gente per risolvere i crimini. Nella seconda stagione gli viene affiancata una collega, la detective Alice McGorr.
Gli aborigeni australiani vengono rappresentati come personaggi dignitosi, riservati, ma pericolosi se provocati, che operano ai margini del mondo dei bianchi, spesso disposti ad aiutare Boney. Tuttavia alcune comunità di indigeni australiani tra cui la Foundation For Aboriginal Affairs, denunciarono la discriminazione della serie nei confronti degli aborigeni a cui il produttore John McCallum oppose il fatto che Boney era solo per metà aborigeno e per l'altra metà un bianco.

## Personaggi e interpreti
- Detective Ispettore "Boney" Bonaparte (26 episodi, 1972-1973), interpretato da James Laurenson.
- Alice McGorr (13 episodi, 1973), interpretata da Kate Fitzpatrick.
- Balinga (4 episodi, 1972-1973), interpretato da David Gulpilil.
- Ispettore Walters (3 episodi, 1972-1973), interpretato da Ken Goodlet.
- Sergente Colin Harvey (3 episodi, 1973), interpretato da Deryck Barnes.

## Produzione
La serie fu prodotta da Portman Productions e Scottish Television Enterprises e girata nell'Australia Meridionale, nelle zone interne dell'Outback, in cui la troupe incontrò diverse difficoltà nell'effettuare le riprese a causa dell'ambiente estremamente arido e polveroso. Le musiche furono composte da Sven Libaek.

### Registi
Tra i registi sono accreditati:
- Peter Maxwell in 11 episodi (1972-1973)
- Eric Fullilove in 6 episodi (1972)
- Ron Way in 4 episodi (1973)
- Howard Rubie in 2 episodi (1973)

### Sceneggiatori
Tra gli sceneggiatori sono accreditati:
- Arthur Upfield in 26 episodi (1972-1973)
- Eric Paice in 6 episodi (1972-1973)
- Tony Morphett in 5 episodi (1972-1973)
- Joy Cavill in 3 episodi (1972-1973)
- Ted Roberts in 2 episodi (1972-1973)
- Peter Yeldham in 2 episodi (1972-1973)
- Ted Willis in 2 episodi (1972)

## Distribuzione
La serie fu trasmessa in Australia dal 17 agosto 1972 all'11 aprile 1973 sulla rete televisiva Seven Network. In Italia è stata trasmessa con il titolo Boney.
Alcune delle uscite internazionali sono state:
- in Australia il 17 agosto 1972 (Boney)
- nel Regno Unito il 2 gennaio 1975
- in Italia (Boney)

## Episodi
| Stagione         | Episodi | Prima TV Australia | Prima TV Italia |
| ---------------- | ------- | ------------------ | --------------- |
| Prima stagione   | 13      | 1972               | 1974            |
| Seconda stagione | 13      | 1973               | 1975            |